# Малий Куртал
Малий Курта́л (рос. Малый Куртал) — присілок у складі Сладковського району Тюменської області, Росія.

## Історія
До 1917 року входив до складу Усовської волості Ішимського повіту Тюменської губернії. За даними на 1926 рік складалася з 124 господарства. В адміністративному плані входила до складу Рождественської сільради Сладковського району Ішимського округу Уральської області.

## Населення
Населення — 85 осіб (2010, 141 у 2002).
Національний склад станом на 2002 рік:
- казахи — 51 %
- росіяни — 49 %